# Мозгалёв, Игорь Анатольевич
И́горь Анато́льевич Мозгалёв (род. 24 мая 1961 года, Кирово-Чепецк, Кировская область, РСФСР, СССР) — советский хоккеист, выступавший за клубы главной хоккейной лиги Польши.

## Биография
Родился в 1961 году в Кирово-Чепецке. Воспитанник ДЮСШ местного хоккейного клуба «Олимпия» (первый тренер Г. М. Журавлёв), в котором и начал свою игровую карьеру. В 1982—1984 годах выступал за рижский клуб «Латвияс Берзс», затем вернулся в «Олимпию».
В 1994 году уехал сначала в Чехию, где в составе клуба «Железарны» (Тршинец) в 1995 году завоевал право участия в Чешской экстралиге, а в 1995 году — в Польшу, где играл в клубах Польской хоккейной лиги «Санок» (1995—1997) (часть сезона 1995/96 провёл в клубе «Подхале» и «Торунь» (1997—1999).
Игрок кирово-чепецкой команды любительской хоккейной лиги «Дикие пчёлы».